# Copernicus Cup
A Copernicus Cup é uma competição indoor de atletismo realizada geralmente em fevereiro, em Toruń, Polônia. O meeting foi realizado pela primeira vez em 2015 na Arena Toruń e atualmente faz parte do IAAF World Indoor Tour.

## Recordes deste Meeting

### Masculino
| Evento                  | Recorde | Atleta                 | Nacionalidade  | Data                    | Ref   |
| ----------------------- | ------- | ---------------------- | -------------- | ----------------------- | ----- |
| 60 m                    | 6.46    | Ronnie Baker           | Estados Unidos | 10 de fevereiro de 2017 | [ 2 ] |
| 400 m                   | 45.59   | Bralon Taplin          | Granada        | 10 de fevereiro de 2017 | [ 3 ] |
| 800 m                   | 1:45.86 | Collins Kipruto        | Quênia         | 8 de fevereiro de 2020  | [ 4 ] |
| 1500 m                  | 3:35.57 | Samuel Tefera          | Etiópia        | 6 de fevereiro de 2019  | [ 5 ] |
| 60 metros com barreiras | 7.48    | Orlando Ortega         | Espanha        | 10 de fevereiro de 2017 | [ 6 ] |
| Salto em altura         | 2.27 m  | Sylwester Bednarek     | Polônia        | 10 de fevereiro de 2017 | [ 7 ] |
| Salto com vara          | 6.17 m  | Armand Duplantis       | Suécia         | 8 de fevereiro de 2020  | [ 8 ] |
| Salto em distância      | 8.12 m  | Juan Miguel Echevarría | Cuba           | 6 de fevereiro de 2019  | [ 5 ] |
| Salto triplo            | 16.90 m | Cristian Napoles       | Cuba           | 15 de fevereiro de 2018 | [ 9 ] |
| Arremesso de peso       | 22.00 m | Konrad Bukowiecki      | Polônia        | 15 de fevereiro de 2018 | [ 9 ] |

### Feminino
| Evento                  | Recorde | Atleta                  | Nacionalidade | Data                    | Ref    |
| ----------------------- | ------- | ----------------------- | ------------- | ----------------------- | ------ |
| 60 m                    | 7.07    | Ewa Swoboda             | Polônia       | 12 de fevereiro de 2016 |        |
| 400 m                   | 51.28   | Léa Sprunger            | Suíça         | 15 de fevereiro de 2018 | [ 10 ] |
| 800 m                   | 1:59.29 | Joanna Jóźwik           | Polônia       | 10 de fevereiro de 2017 | [ 11 ] |
| 1500 m                  | 3:58.80 | Genzebe Dibaba          | Etiópia       | 10 de fevereiro de 2017 | [ 12 ] |
| 60 metros com barreiras | 7.85    | Pamela Dutkiewicz       | Alemanha      | 15 de fevereiro de 2018 |        |
| Salto em altura         | 2.00 m  | Mariya Lasitskene       | Rússia        | 15 de fevereiro de 2018 | [ 9 ]  |
| Salto com vara          | 4.60    | Nicole Büchler          | Suíça         | 10 de fevereiro de 2017 | [ 13 ] |
| Salto em distância      | 6.96 m  | Maryna Bekh-Romanchuk   | Ucrânia       | 8 de fevereiro de 2020  | [ 4 ]  |
| Salto triplo            | 13.97 m | Anna Jagaciak-Michalska | Polônia       | 10 de fevereiro de 2017 | [ 14 ] |
| Arremesso de peso       | 18.97 m | Christina Schwanitz     | Alemanha      | 6 de fevereiro de 2019  | [ 5 ]  |